# Kiscsécs
Kiscsécs ist eine ungarische Gemeinde im Kreis Tiszaújváros im Komitat Borsod-Abaúj-Zemplén.

## Geografische Lage
Kiscsécs liegt 22,5 Kilometer südöstlich des Komitatssitzes Miskolc, fünf Kilometer nordwestlich der Kreisstadt Tiszaújváros, am linken Ufer des Flusses Sajó. Nachbargemeinden sind Girincs und Kesznyéten.

## Sehenswürdigkeiten
- Römisch-katholische Kirche Szent Anna

## Verkehr
Durch Kiscsécs verläuft die Landstraße Nr. 3607. Es bestehen Busverbindungen nach Tiszaújváros, nach Sajólád sowie nach Hernádnémeti-Bőcs, wo sich der nächstgelegene Bahnhof befindet.